# El País
El País é um jornal diário espanhol fundado em 1976, no período de transição para a democracia, após o fim do Franquismo. É de propriedade do Grupo PRISA e conta com uma média de 457.000 exemplares diários, sendo um diário de grande circulação, com a maior tiragem da Espanha.
Sediado em Madrid, conta com escritórios nas principais cidades espanholas (Barcelona, Sevilha, Valência, Bilbau e Santiago de Compostela), nas quais produz diferentes versões com conteúdos em galego, catalão e basco, para cada uma das regiões autônomas (Comunidades) do país, das quais a mais recente a ser criada é a da Galiza.
Caracteriza-se por ser um jornal diário de tendência europeísta, social-democrata e esquerdista e pelo grande destaque dado a informações de âmbito internacional, de cultura e de economia, e sobre a Espanha.

## História

### Fundação
O El País foi fundado por José Ortega Spottorno e foi publicado pela primeira vez em 4 de maio de 1976, seis meses depois da morte de Francisco Franco e no início da transição espanhola. Foi o primeiro jornal de clara vocação democrata num contexto em que o restante dos jornais espanhóis tinham vindo do longo período do regime Franquista. O diário foi concebido por Reinhard Gade. O El País chegou a preencher a lacuna e se tornou o jornal da Espanha democrática, numa altura em que a recente democracia ainda não estava consolidada. O primeiro presidente do El País (até 1988) foi Juan Luis Cebrian, que veio a formar o diário com muitos jornalistas espanhóis que haviam trabalhado até então no jornal Pueblo, órgão dos sindicatos oficiais sob Franco.

### Golpe de 1981
Foi durante o golpe de 23 de fevereiro de 1981 perpetrado pelo tenente-coronel da Guardia Civil Antonio Tejero Molina, que em meio a incertezas na noite dessa tentativa de golpe, estando o governo e todos os membros do Parlamento raptados e os tanques do Exército nas ruas de Valência, tendo a RTVE Rádio e Televisão Espanhola entregado a mensagem do Rei João Carlos I a condenar o golpe, o El País saiu para a rua, numa edição especial do jornal intitulada "El país, com a Constituição". Foi o primeiro jornal a defender uma posição pró-democrática e constitucional. Foi muito discutido na imprensa que o então editor do jornal El País, Juan Luis Cebrian, telefonou para o então diretor do Diario 16, Peter J. Ramirez, propondo que ambos os jornais desenvolvessem uma publicação conjunta em defesa da democracia, mas Ramirez recusou, dizendo que preferia esperar algumas horas para ver como os acontecimentos se desenrolariam. O Diário 16 não saiu para a rua com a mensagem televisiva do rei.
Devido ao seu compromisso com a democracia antes do golpe de 23 de fevereiro, a vitória por maioria absoluta do Partido Socialista Operário Espanhol (PSOE) nas eleições de 1982 e seu apoio aberto ao governo de Felipe González, o El País sobressaiu-se durante a década 1980 como líder da imprensa espanhola, em contraposição ao jornal ABC, ao qual é ideologicamente oposto.

### Período contemporâneo
O prestígio do El País foi favorecido pelo tratamento rigoroso dos padrões jornalísticos e o fato de que foi o primeiro jornal na Espanha a estabelecer normas de controlo interno de qualidade. Foi o primeiro jornal espanhol a criar a figura do "editor público" (equivalente ao "provedor" da imprensa anglo-saxónica) e elaborar um guia de estilo que se tornou referência no mundo do jornalismo. O El País também estabeleceu parcerias online com vários outros jornais europeus democrata-sociais. Assim, em 1989, participou da criação de uma rede para a partilha de recursos de informação com la Repubblica (Itália) e Le Monde (França). Desde outubro de 2001, incluiu uma despesa de El País em inglês sobre a versão em espanhol do international Herald Tribune.

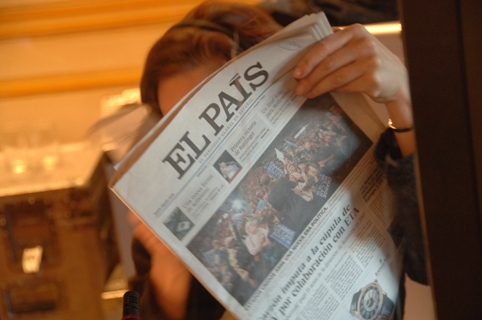
Leitor do El País em Madrid.

Em 1990, o El País enfrentou uma situação nova, tanto a nível político quanto jornalístico. O aumento da tensão política causada pelos escândalos de corrupção do governo socialista de Felipe González causou a bipolarização entre os meios de imprensa de esquerda e direita. Posteriormente, o Partido Popular e os grupos de mídia a ele relacionados acusaram o El País e os restantes meios de comunicação de propriedade do Grupo PRISA, juntamente com a Sogecable, por apoiar os interesses do PSOE. Apesar disso, o jornal conseguiu manter a sua liderança como um best-seller diário generalista na Espanha, embora em menor distância do El Mundo.
Na década de 1990, o El País foi o segundo jornal da Espanha a oferecer uma edição eletrônica na internet, o El Pais Digital, após o jornal catalão Avui. Foi também o primeiro jornal espanhol que, em 18 de novembro de 2002, instituiu um sistema de pagamento para o acesso ao conteúdo de sua edição digital, o que resultou em uma redução drástica do número de visitas, enquanto que a edição digital do El Mundo, que manteve o acesso aberto, alcançou a liderança da imprensa espanhola digital. Antes de tomar esta decisão, o El Pais Digital foi suspenso em 2002 para monitorar o Office Justificação da Difusão (OJD) por quatro meses por ter cometido dois delitos. Em 3 de junho de 2005, o El País reabriu a maioria de seu conteúdo digital gratuitamente, permitindo o acesso a conteúdos multimédia e periódicos.
Nos governos de José Luis Rodríguez Zapatero, o jornal El Pais, tradicionalmente visto como um apoiante do PSOE, tem cada vez mais publicado artigos críticos ou contrário às políticas do governo central. Isto criou um novo espaço na imprensa de centro-esquerda da Espanha, resultando no aparecimento do jornal Público. Em 21 de outubro de 2007 o El País empreendeu uma renovação em seu formato e conteúdo que consistiu em uma série de reformas que afetaram tanto a sua edição impressa quanto sua projeção digital na internet, que substitui o histórico slogan do jornal independente Amanhã por O jornal global em espanhol. Outros progressos notáveis nesta renovação foram a inclusão do acento agudo em seu título e a substituição da fonte Times New Roman por Majerit.
Em 26 de novembro de 2013, foi lançada uma versão on line do El País em português brasileiro, com publicação própria e traduções da versão original. Segundo a direção editorial, "o crescimento excessivo de acesso ao site espanhol por parte do público brasileiro, motivou a criação de uma versão em português", versão denominada de El País Brasil. Em 14 de dezembro de 2021, foi anunciada a descontinuidade da publicação do El País Brasil. A justificativa da empresa foi que, mesmo com a boa audiência e a quantidade de assinantes digitais, a publicação não conseguiu viabilidade econômica para se manter.

## Suplementos
El País inclui vários extras:
- Quartas-feiras:

Suplemento de ciência do futuro.
- Quintas-feiras:

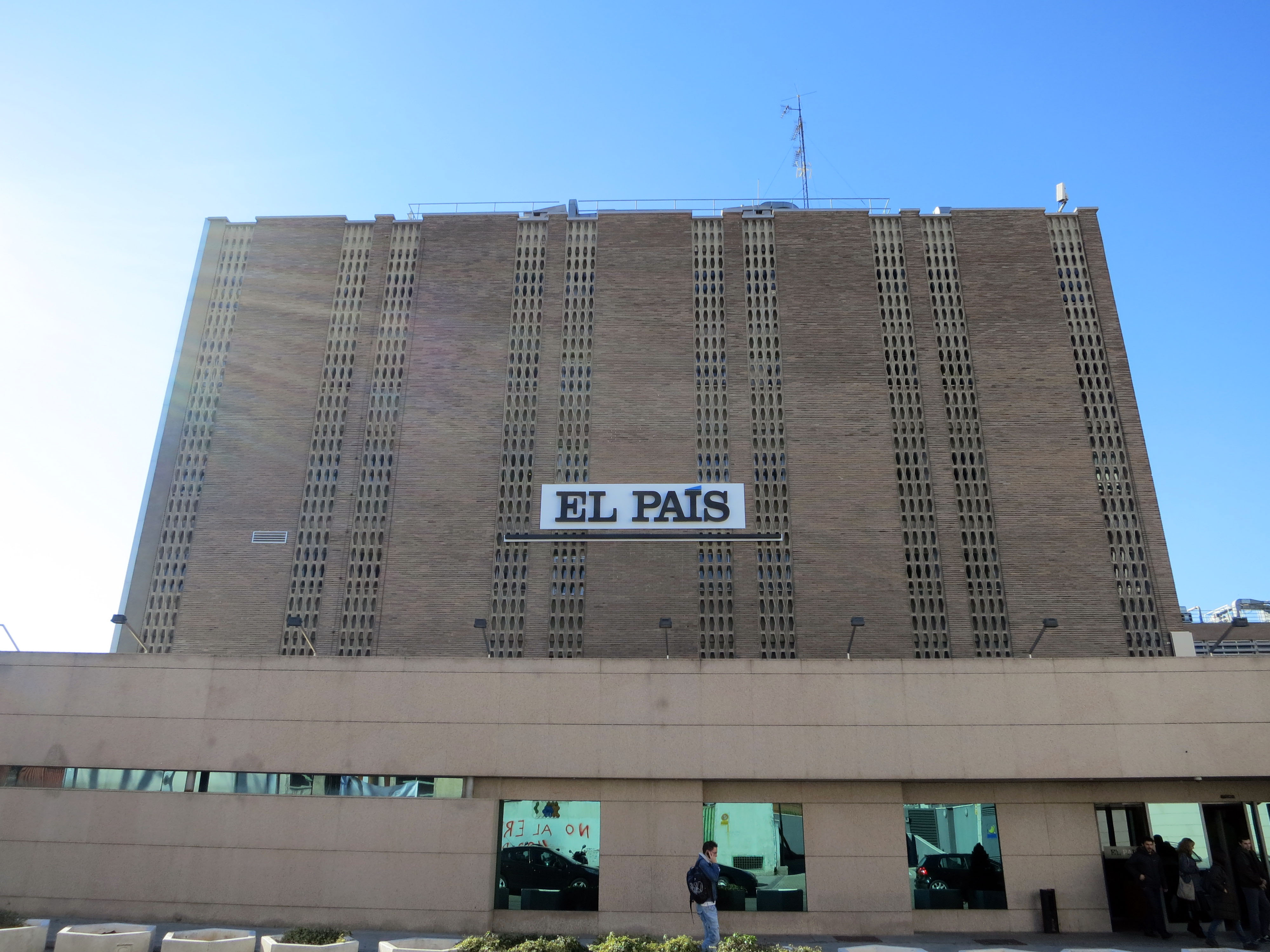
Sede do El País em Madrid

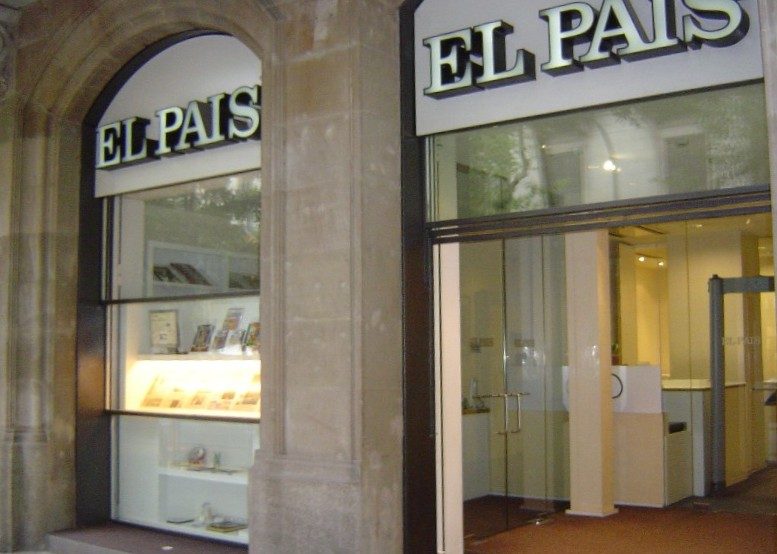
Escritório do jornal em Barcelona

Ciberpaís, suplemento de informática e eletrônica e
The New York Times, edição castelhana adaptado do original americano.
- Sexta-feira:

EP [3], anteriormente conhecida como El país de las tentaciones, suplemento de adolescentes e jovens adultos.
Lazer, suplemento de atividades culturais.
- Sábados:

Suplemento cultural Babelia 'especializada em literatura.
O viajante.
- Domingos:

revista El País Semanal anteriormente também chamado EP [S] sobre moda, reportagens e artigos de opinião,
Negócios, suplemento financeiro. Foi também incluído o suplemento infantil Pequeño País, mas foi suspensa em 2009. Ao longo de sua história, também editou várias coleções de pacotes:
Quadrinhos clássicos e modernos (1987).

## Contribuidores notáveis
- Ariel Dorfman
- Juan Carlos Gumucio
- Elvira Lindo
- Mario Vargas Llosa
- Javier Marías
- Rosa Montero
- Manuel Rivas
- Eduardo Mendoza
- Empar Moliner
- Maruja Torres
- Eduardo Haro Tecglen
- Pilar Rahola
- Juan José Millás
- Manuel Valls

## Prêmios
Prêmio Vladimir Herzog
Prêmios Vladimir Herzog de Fotografia
| Ano  | Obra                                                                                                | Autor                  | Resultado |
| ---- | --------------------------------------------------------------------------------------------------- | ---------------------- | --------- |
| 2019 | "Exército detém dez militares ligados a assassinato de músico no Rio" (El País – Rio de Janeiro/RJ) | Fabio Alarico Teixeira | Venceu    |